# José Manuel Muñoz Muñoz
José Manuel Muñoz Muñoz (Huelva, Andalusia, 1948) és un militar espanyol amb grau de general i intervencions i comandaments en diferents teatres d'operacions com la guerra de Kosovo, la guerra de l'Iraq i la guerra de l'Afganistan.

## Biografia
La seva vida militar va transcórrer entre la Brigada Paracaigudista i La Legió. Va ser promogut a Tinent General i nomenat Inspector General de l'Exèrcit pel Consell de Ministres, va prendre possessió del càrrec el 28 d'abril de 2010. Fins llavors, era General de Divisió, Cap de la Tercera Subinspecció General de l'Exèrcit Pirinenca a Barcelona, destacant també entre les seves anteriors destinacions la Segona Subinspecció General de l'Exèrcit Sud i la Brigada de la Legió. Va ocupar el càrrec fins que va passar a la reserva l'1 d'agost de 2013.
Com a tinent va passar per la llavors província del Sàhara Espanyol. La seva primera destinació en La Legió va ser en el MALEG amb l'ocupació de Comandant. En 1995, prenc comandament en el trasllat del MALEG de Màlaga a Almeria i fundació de la BRILEG sent el primer Tinent Coronel Cap d'Estat Major de la BRILEG.
Com a Coronel va dirigir el Terç "Alejandro Farnesio" (4t de la Legió), en qualitat de cap de KSPAGT V, unitat desplegada a Kosovo en 2001. Poc abans de prendre oficialment el Comandament de la BRILEG va ser designat Cap del denominat CONAPRE (unitat constituïda sobre la base de la BRILEG), últim contingent que va participar en les operacions en la Guerra de l'Iraq. Durant el seu mandat la Unitat també va enviar contingents a la Guerra de l'Afganistan.

### Guerra de l'Iraq
Com un dels comandants de la CONAPRE a l'Iraq, Muñoz va comandar, no solament efectius espanyols, sinó també hondurenys i salvadorencs. En 2004 va ser víctima d'un atac a la seva base "Espanya" a Diwaniya quan terroristes iraquians van atacar aquesta base, però cap soldat espanyol va resultar ferit i la situació va ser controlada.